# Samuel W. McCall

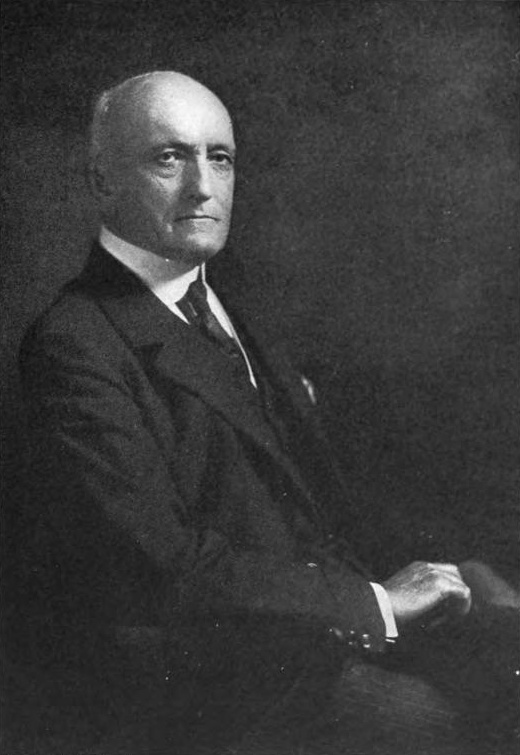
Samuel W. McCall

Samuel Walker McCall (* 28. Oktober 1851 in East Providence, Bedford County, Pennsylvania; † 4. November 1923 in Winchester, Massachusetts) war ein US-amerikanischer Politiker und von 1916 bis 1919 Gouverneur des Bundesstaates Massachusetts. Zwischen 1893 und 1913 vertrat er seinen Staat im US-Repräsentantenhaus.

## Frühe Jahre
Samuel McCall besuchte das Mount Carroll Seminary in Illinois und dann bis 1870 die New Hampton Academy in New Hampshire. Danach studierte er bis 1874 am Dartmouth College. Nach einem abschließenden Jurastudium und seiner Zulassung als Rechtsanwalt begann er in Worcester  und später in Boston in seinem neuen Beruf zu arbeiten. In Boston stieg McCall auch in das Zeitungsgeschäft ein. Er wurde Verleger der Zeitung „Boston Daily Advertiser“.

## Politische Laufbahn
McCall wurde Mitglied der Republikanischen Partei. Von 1888 bis 1889 und nochmals im Jahr 1892 war er Abgeordneter im Repräsentantenhaus von Massachusetts. In den Jahren 1888, 1900 und 1916 war er Delegierter auf den jeweiligen Republican National Conventions. Zwischen dem 4. März 1893 und dem 3. März 1913 war McCall Abgeordneter im US-Kongress. Dort war er zwischenzeitlich Vorsitzender eines Wahlausschusses (Committee on Elections No. 3). 1915 wurde er in die American Academy of Arts and Sciences gewählt.
Nach seiner Rückkehr aus Washington, D.C. praktizierte er wieder als Anwalt. Am 2. November 1915 wurde er mit 47,0 Prozent der Stimmen gegen den demokratischen Amtsinhaber David I. Walsh zum Gouverneur seines Staates gewählt. Nachdem er in den beiden folgenden Jahren in seinem Amt bestätigt wurde, konnte er zwischen dem 6. Januar 1916 und dem 2. Januar 1919 als Gouverneur regieren. Seine Amtszeit wurde von den Ereignissen des Ersten Weltkrieges geprägt, zu dem auch Massachusetts seinen Beitrag leisten musste. Das bedeutete die Rationierung von Lebensmitteln und Treibstoffen, die Umstellung der Produktion auf Rüstungsgüter und die Musterung von jungen Männern für die Streitkräfte. McCalls Vizegouverneur Calvin Coolidge sollte im November 1918 seine Nachfolge antreten. Coolidge wurde später noch Vizepräsident und Präsident der Vereinigten Staaten.

## Weiterer Lebenslauf
Nach dem Ende seiner Gouverneurszeit zog sich McCall aus der Politik zurück. Er widmete sich seinen privaten Angelegenheiten und hier besonders der Literatur. Samuel McCall starb im November 1923 und wurde in Winchester beigesetzt. Mit seiner Frau Ella Esther Thompson hatte er fünf Kinder.